# Tess Harper
Tessie Jean "Tess" Harper (født Washam; 15. august 1950) er en amerikansk tv- og filmskuespiller. Hun var nomineret til Golden Globe Award for bedste kvindelige birolle for sin første filmrolle i Den sidste drøm fra 1983 og for Oscar for bedste kvindelige birolle for filmen Det slemme hjerte fra 1986. Hendes andre filmoptræden omfatter  Den anden mand (1984), Ishtar (1987), Far North (1988) og No Country for Old Men (2007). Hun portrætterede Jesse Pinkmans mor i Breaking Bad (2008-2013), som udkommer i de første tre sæsoner.